# Bleu de trypan
Le bleu de trypan est un colorant d'exclusion utilisé pour colorer sélectivement les tissus ou cellules morts. C'est un colorant azoïque.
Le bleu de trypan est aussi connu sous le nom de bleu diamine et de bleu Niagara.

## Chimie
Le bleu de trypan est dérivé de la toluidine (C14H16N2).
Le bleu de trypan est ainsi nommé parce qu’il tue les trypanosomes, parasites responsables notamment de la maladie du sommeil. Un analogue du bleu de trypan, la suramine, est utilisé en pharmacie contre la trypanosomiase.
Le rouge de trypan et le bleu de trypan furent synthétisés pour la première fois par le chimiste allemand Paul Ehrlich en 1904.

## Coloration au bleu de trypan

### Principe
La coloration au bleu de Trypan est une méthode de coloration des cellules mortes.
C'est un colorant d'exclusion pénétrant les cellules (vivantes et mortes). Les cellules vivantes ont une membrane intacte que ne peut pas pénetrer certains colorants dont le bleu de Trypan. Quand la cellule meurt, sa membrane est lésée et le colorant peut pénetrer à l'intérieur. Après lavage, l'observation au microscope inversé à contraste de phase fera apparaître les cellules mortes en bleues et les cellules vivantes incolores, permettant d'évaluer la viabilité de votre culture.
Outre son effet tératogène,, dangereux pour l'utilisateur, le bleu trypan est également cytotoxique, et finira ainsi par colorer la totalité de la population cellulaire après un délai variable en fonction de la lignée considérée, habituellement de l'ordre de plusieurs heures. Il est utilisé par la quasi-totalité des automates de comptage cellulaires actuellement sur le marché, et reste au laboratoire la seule technique de dénombrement manuel utilisable en routine. L'emploi de méthodes par fluorescence (iodure de propidium, DAPI), basées sur le même principe d'exclusion et également génotoxiques est parfois privilégié lorsque les techniques d'imagerie idoines sont disponibles.

### Utilisation

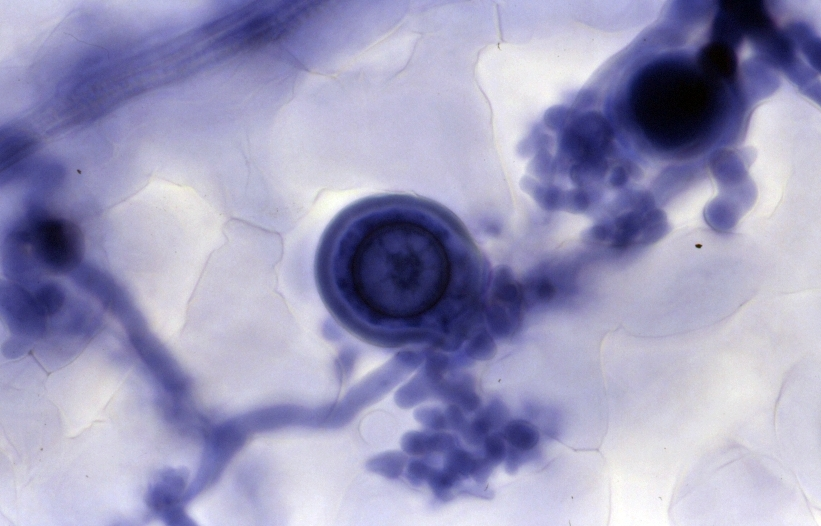
Observation au microscope optique de Hyaloperonospora parasitica dans une feuille dArabidopsis thaliana en utilisant une coloration au bleu de trypan.

Cette méthode est couramment utilisée lors de numération cellulaire. On utilise alors un hémocytomètre afin de compter les cellules dans un volume précis.
On peut également utiliser cette coloration pour visualiser les cellules mortes et les hyphes de champignon et Stramenopiles.
Cette méthode ne permet pas de distinguer les cellules mortes par apoptose des cellules nécrosées.

## Source
- Études de viabilité cellulaire
- Viable Cell Counts Using Trypan Blue
- Cytotoxicity Assays: In Vitro Methods to Measure Dead Cells